# 1801 au Bas-Canada
Cet article traite des événements survenus en 1801 au Bas-Canada. 

L'année 1801 a été marquée par plusieurs événements qui ont changé la vie des Canadiens.

## Événements

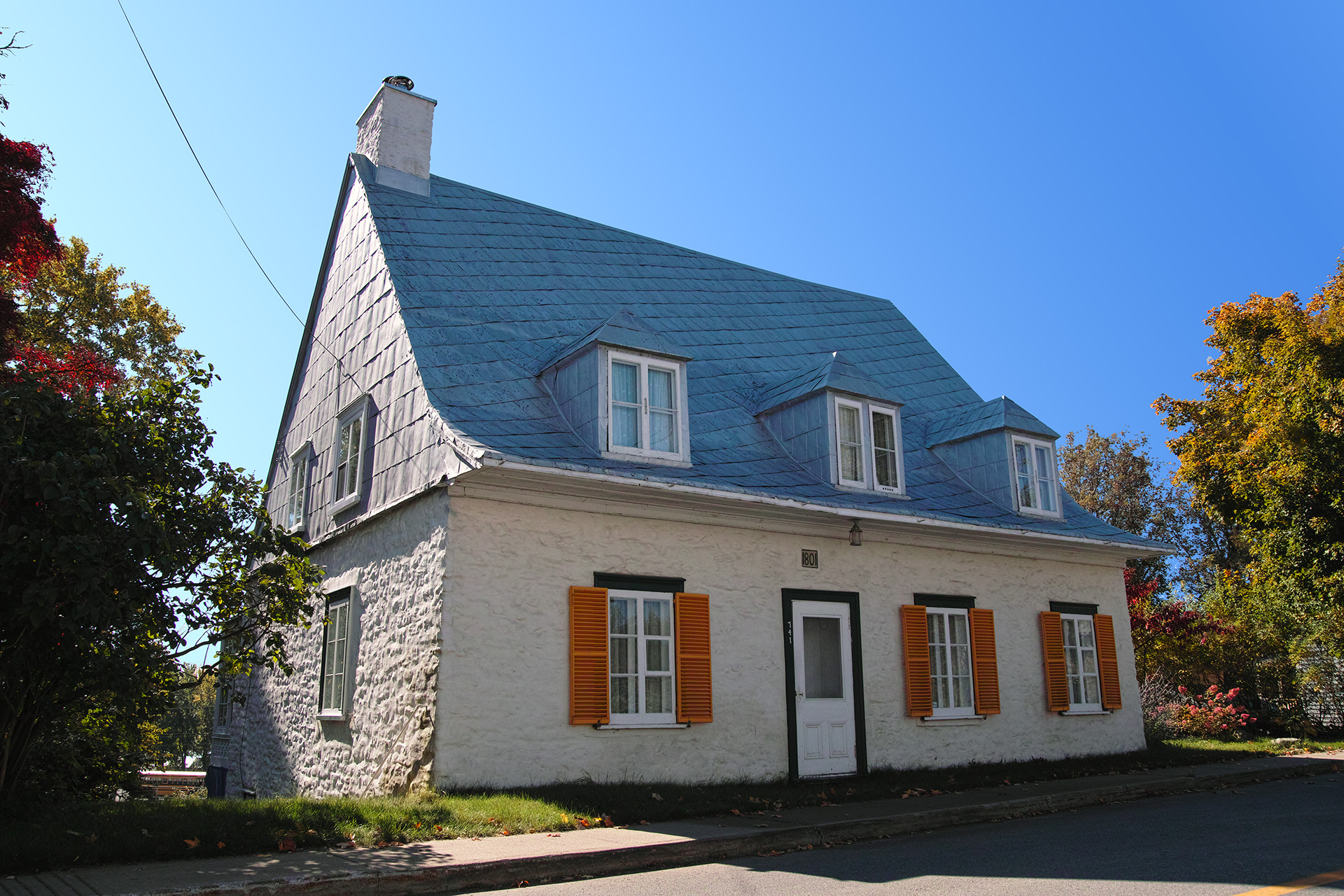
Maison Lefebvre à Neuville, Québec construite en 1801

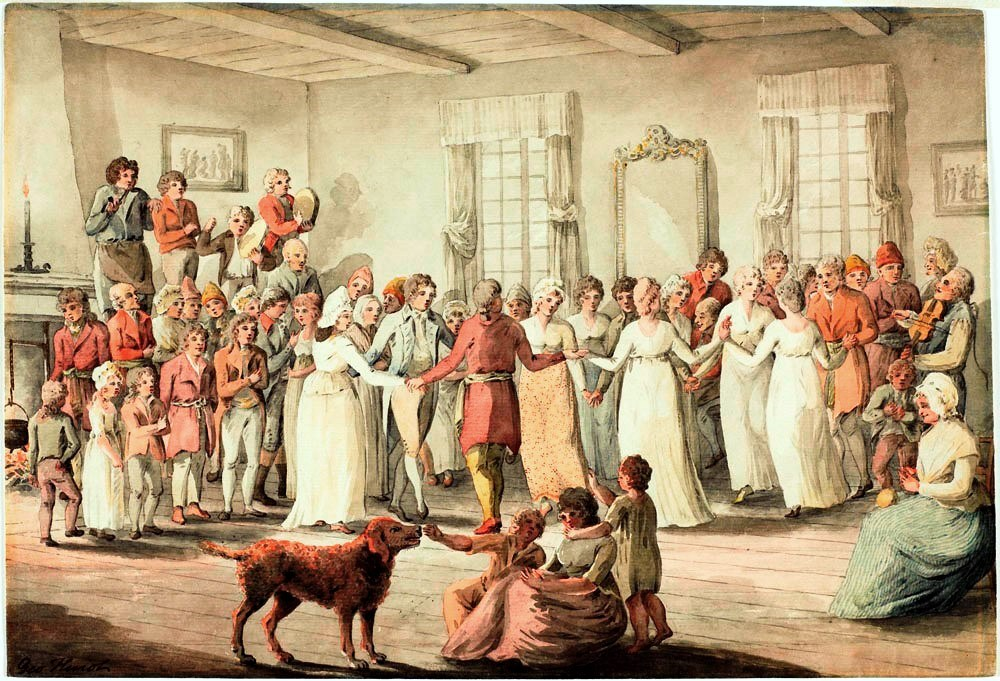
Danse au Château Saint-Louis par George Heriot

- 6 janvier : Reconnaissance du canton de Stanbridge.
- 7 février, Bas-Canada : présentation par le juge député Pierre-Amable de Bonne d’un projet de loi créant l’Institution royale (établissement d’écoles gratuites, prise en charge des écoles, établissement de nouvelles écoles et taxation des citoyens pour en financer le fonctionnement). Sous la présidence de l’évêque anglican de Québec, Jacob Mountain, le but recherché était d’angliciser les francophones pour que Britanniques et Français ne forment plus qu’un peuple. Le 24 mars, le projet de loi est accepté par les députés, le 7 avril 1802, le Conseil privé de Sa Majesté se prononce favorablement sur la loi[1].
- 8 avril : sanction royale de la loi concernant l’organisation d’un aqueduc de Montréal.
- Joseph Papineau entreprend des démarches pour acheter la seigneurie de la Petite-Nation du Séminaire de Québec.
- Philemon Wright entreprend avec des colons venus du Massachusetts la construction d'un village qui allait devenir Gatineau.

## Naissances
- 8 janvier : Alexis Mailloux, prêtre et historien.
- 18 janvier : James Evans, missionnaire méthodiste et linguiste.
- 11 mars : William Henry Draper, premier ministre du Canada-Uni.
- 27 mars : William Badgley, homme d'affaires et homme politique. (Décédé le 24 décembre 1888 au Québec)
- Shanawdithit, dernière Béothuk.

## Décès
- 14 juin : Benedict Arnold, général américain qui participa à une invasion du Canada.
- 26 juillet : Charles Michel de Langlade, militaire.